# وسواس کنترل اوضاع
در روانشناسی، وسواس کنترل اوضاع به سندرمی گفته می‌شود که در آن شخص مبتلا با دیکته‌کردن روش انجام کارها به دیگران تلاش می‌کند برآنها سیطره پیدا کند. واژه انگلیسی معادل این سندرم (control freak) اول بار در دهه ۱۹۷۰ استفاده شد که در آن فلسفه تأکید بر انجام کار خود و واگذاشتن دیگران به انجام کارهای خودشان بروز کرد.

## روانشناسی شخصیت
در مطالعه روانشناسی شخصیت، برخی ناهنجاری‌های شخصیتی، نشانه‌هایی شامل نیاز به سازگاری یا سیطره بر دیگران از خود بروز می‌دهند:
- آنهایی که اختلال شخصیت ضد اجتماعی دارند، سعی می‌کنند یک حس عزت نفس متظاهرانه را به نمایش بگذارند. به دلیل کم‌عاطفگی، و نداشتن حس پشیمانی ویا همدلی، آنها معمولاً در متقاعد کردن یا فریب دیگران برای پذیرش خواسته‌هایشان موفق هستند.
- آنهایی که اختلال شخصیت نمایشی دارند نیازمند جلب توجه هستند و پس از سوءاستفاده از افرادی که با آنها رابطه دارند، آنها را طرد می‌کنند.
- آنهایی که اختلال شخصیت خودشیفته دارند دچار خود مهم‌بینی مضاعف و حساسیت بیش از حد به انتقاد هستند. به علاوه حس استحقاقی دارند که آنها را به متقاعد کردن دیگران نسبت به درخواست‌هایشان وامی‌دارد. برای حفظ اعتماد به‌نفس و محافظت از خود آسیب‌پذیرشان، خودشیفتگان نیاز به کنترل رفتار دیگران دارند. این مسئله به‌خصوص در میان پدر و مادران خودشیفته صادق است که فرزندان را جزئی از خودشان می‌دانند.[۴]

### آسیب‌پذیری
افراد مبتلا به وسواس کنترل اوضاع اغلب کمال‌گرا هستند و درراستای محافظت از نقاط ضعف داخلی خود بر این باور هستند که اگر در کنترل کامل اوضاع نباشند این مسئله به افشای انگست کودکی آنها می‌انجامد. این افراد با دغل‌کاری، دیگران را مجبور به تغییر می‌کنند تا خودشان مجبور به تغییر نباشند و از قدرت خود برروی دیگران برای فرار از پوچی داخلی خود استفاده می‌کنند. وقتی جلوی کارهای یک فرد مبتلا به این نوع وسواس گرفته می‌شود، در خود احساس ضعف می‌کند و پس از این احساس درد و ترس به خود می‌آید.
افراد مبتلا به وسواس کنترل اوضاع، شباهتهایی به هم‌وابستگان دارند به این ترتیب که ترس هم‌وابستگان از ترک‌شدن به تلاش آنها برای کنترل کسانی که به آنها وابسته‌هستند می‌انجامد. بهبودی برای آنها مستلزم این مسئله خواهد بود که بپذیرند داشتن وسواس کنترل اوضاع به صورت پارادوکس گونه‌ای به حفظ هم‌وابستگی آنها کمک کرده‌است.
به زبان نظریه شخصیت، افراد مبتلا به وسواس کنترل اوضاع دارای شخصیت تیپ آ و بی هستند که تحت تأثیر نیاز به سیطره و کنترل عمل می‌کنند. نیاز وسواس‌گونه به کنترل دیگران البته به اختلال شخصیت ضد اجتماعی هم مرتبط است.

## در مدیریت
در دنیای شرکتها، افراد مبتلا به وسواس کنترل اوضاع مخصوصاً در جلسات اداری به‌طور مداوم در حال تذکر دادن به پایین‌دستی‌های خود هستند. به‌طور خوشبینانه این واژه می‌تواند درباره کسی گفته شود که می‌خواهد برخی کارها به‌گونه دلخواه وی انجام شود.  لز پاروت، استاد روانشناسی می‌نویسد «افراد مبتلا به وسواس کنترل اوضاع کسانی هستند که بیشتر از شما نسبت به برخی امور اهمیت می‌دهند و در راه به انجام‌رساندن خواسته‌شان فروگذار نیستند.» احتمالاً یک تفاوت واضح بین یک مدیر که به جزئیات اهمیت می‌دهد و می‌خواهد کارها درست انجام شوند با کسی که مبتلا به وسواس کنترل اوضاع است (و همه چیز را خراب می‌کند) وجود دارد. افراد مبتلا به وسواس کنترل اوضاع معمولاً باعث ایجاد مدیریت میکرو می‌شوند.
در برخی موارد، فرد مبتلا به وسواس کنترل اوضاع دخالت دائمی خود را مفید یا حتی ضروری می‌بیند. این می‌تواند ناشی از دوری یا جدایی از یک عزیز باشد؛ یا براساس این باور که دیگران از انجام امور به شکل درست ناتوان هستند، یا ترس اینکه امور در صورت عدم حضور فرد مبتلا دچار اشکال می‌شود. در برخی دیگر از مواقع، فرد مبتلا صرفاً از حس قدرت چنان لذت می‌برند که به‌طور خودکار سعی در در کنترل گرفتن همه‌چیز و همه‌کس در اطراف خود هستند.